# Yadong
| Tibetische Bezeichnung                   |
| ---------------------------------------- |
| Tibetische Schrift: གྲོ་མོ།                 |
| Wylie-Transliteration: gro mo            |
| Offizielle Transkription der VRCh: Chomo |
| THDL-Transkription: Dromo                |
| Chinesische Bezeichnung                  |
| Traditionell: 亞東縣                     |
| Vereinfacht: 亚东县                      |
| Pinyin:Yàdōng Xiàn                       |

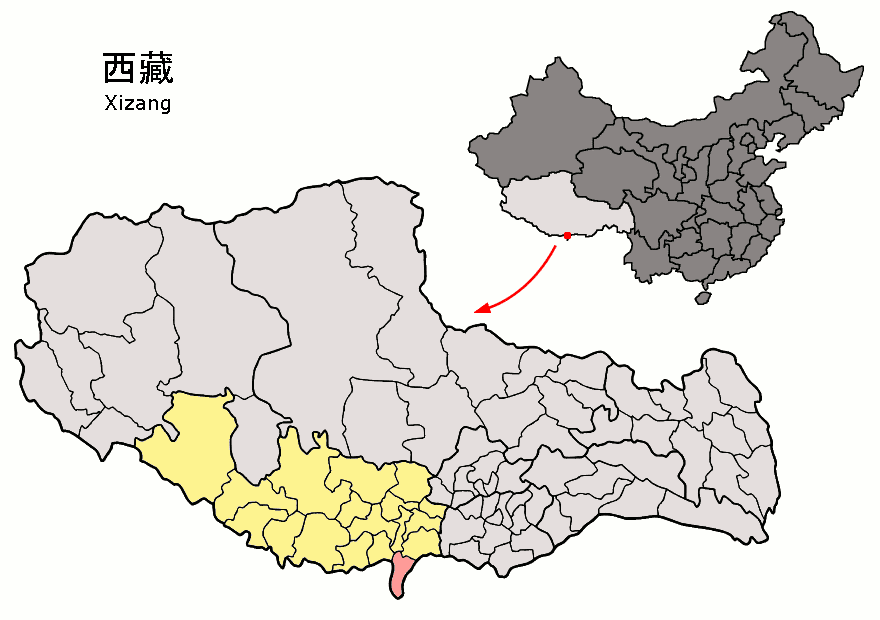
Lage des Kreises Yadong (rosa) im Verwaltungsgebiet der Stadt Xigazê (gelb)

Yadong (tibetisch: གྲོ་མོ་རྫོང་, Umschrift nach Wylie: gro mo rdzong, auch: Dromo Dzong, Chomo) ist ein Kreis der Stadt Xigazê im äußersten Süden des Autonomen Gebiets Tibet der Volksrepublik China. Er hat eine Fläche von 3.633 km² und zählt 15.449 Einwohner (Stand: Zensus 2020). Ende 2007 zählte Yadong 12.189 Einwohner.

## Administrative Gliederung
Auf Gemeindeebene setzt sich der Kreis aus zwei Großgemeinden und fünf Gemeinden zusammen. Diese sind (amtliche Schreibweise / Chinesisch):
- Großgemeinde Xarsingma (下司马镇), Sitz der Kreisregierung;
- Großgemeinde Pagri (帕里镇);
- Gemeinde Gerru (吉汝乡);
- Gemeinde Kambu (康布乡);
- Gemeinde Rübunggang (上亚东乡);
- Gemeinde Tüna (堆纳乡);
- Gemeinde Xia Yadong (下亚东乡).